# Esla-Campos

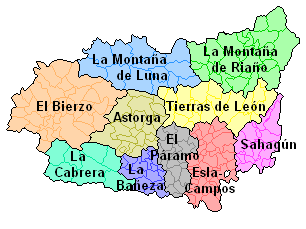
comarques agraires de la province de Léon

Esla-Campos, encore appelée Vega del Esla est une comarque de la province de León. Elle doit son nom notamment au rio Esla qui la borde.

## Municipalités de la comarque
La comarque d'Esla-Campos alias Vega del Esla est constituée des municipios (municipalités ou cantons) suivants :
| Nom                          | Population (2007) |
| ---------------------------- | ----------------- |
| Algadefe                     | 324               |
| Cabreros del Río             | 498               |
| Campazas                     | 155               |
| Campo de Villavidel          | 250               |
| Castilfalé                   | 88                |
| Cimanes de la Vega           | 576               |
| Corbillos de los Oteros      | 280               |
| Cubillas de los Oteros       | 192               |
| Cubillas de Rueda            | 540               |
| Fresno de la Vega            | 623               |
| Fuentes de Carbajal          | 126               |
| Gordoncillo                  | 521               |
| Gradefes                     | 1145              |
| Gusendos de los Oteros       | 166               |
| Izagre                       | 201               |
| Mansilla de las Mulas        | 1946              |
| Mansilla Mayor               | 358               |
| Matadeón de los Oteros       | 288               |
| Matanza de los Oteros        | 270               |
| Pajares de los Oteros        | 389               |
| San Millán de los Caballeros | 201               |
| Santas Martas                | 929               |
| Valdepolo                    | 1444              |
| Valencia de Don Juan         | 4565              |
| Villaquejida                 | 1011              |
| Villasabariego               | 1254              |
| Villaornate y Castro         | 369               |

## Sources et références
- (es) Cet article est partiellement ou en totalité issu de l’article de Wikipédia en espagnol intitulé « Esla-Campos » (voir la liste des auteurs).